# Chrysosporium botryoides
Chrysosporium botryoides är en svampart som beskrevs av Skou 1992. Chrysosporium botryoides ingår i släktet Chrysosporium och familjen Onygenaceae.   Inga underarter finns listade i Catalogue of Life.